# Alyxia kabaenae
Alyxia kabaenae är en oleanderväxtart som beskrevs av F. Markgraf. Alyxia kabaenae ingår i släktet Alyxia och familjen oleanderväxter. Inga underarter finns listade i Catalogue of Life.